# Liceo classico Massimo d'Azeglio
El liceo classico Massimo d'Azeglio es un liceo classico (escuela secundaria) de Turín, y ha sido uno de los más prestigiosos centros educativos de Turín e Italia.  La sede se encuentra en via Parini 8, cerca de la estación Porta Nuova de Turín.  El edificio está construido sobre los cimientos de un antiguo monasterio.

## Historia
Se estableció como el Collegio di Porta Nuova en 1831.  En 1852 el colegio se trasladó a la Iglesia de Nuestra Señora de los Ángeles, y finalmente en 1857 fue movido al edificio donde se encuentra actualmente, en la esquina de Parini y San Quintino, adquiriendo primero el nombre de Collegio municipale Monviso y luego, a partir de 1860, de Reale ginnasio Monviso . El instituto lleva desde 1882 el nombre de Massimo Taparelli, marqués de Azeglio, cuando a la escuela se le dio el estatus de liceo (escuela secundaria), el tercero en Turín después de Cavour y Vincenzo Gioberti.

## Fama

### Maestros y estudiantes célebres
Durante la Primera Guerra Mundial enseñaron en sus aulas figuras prominentes del panorama cultural turinés, entre ellos Augusto Monti, Umberto Cosmo, Zino Zini y Franco Antonicelli; mientras que entre los estudiantes se puede incluir gente de la talla de Giorgio Colli, Primo Levi, Giulio Einaudi, Vittorio Foa  y su hermano Beppe, Leo Pestelli, Giancarlo Pajetta (expulsado por ser antifascista), Tullio Pinelli, Renzo Giua, Emanuele Artom, Luigi Firpo, Gianni Agnelli y Umberto Agnelli, Vittorio Messori, Lucio Levi, Sergio Pistone, Roberto Alonge, Carlo Ossola, Piero Angela, Augusto Del Noce, Rocco Buttiglione, Vittorio Bersezio (autor de la obra Le miserie 'd Monsù Travet), economistas como Mario Deaglio y Enrico Deaglio, Franco Pennazio, abogados como Gian Savino Pene Vidari, Paolo Montalenti y Giovanni Paolo Voena, el Premio Nobel de Medicina Salvador Luria, o el beato Pier Giorgio Frassati.  En el año escolar 1934-35 Cesare Pavese fue sustituto de italiano en la sección B y tenía como estudiante a la futura escritora y traductora Fernanda Pivano.

### Casa Editora Einaudi
La Giulio Einaudi Editore fue fundada en 1933 por un grupo de amigos, estudiantes de la escuela secundaria D'Azeglio.  Aunque en diferentes años y clases, todos estos jóvenes habían tenido como profesor (o al menos como una figura de referencia) a Augusto Monti, quien los había educado en los valores de la cultura, la libertad y el empeño civil.  Alrededor del más joven de ellos, Giulio Einaudi (1912), fueron reunidos Leone Ginzburg (1909), Massimo Mila (1910), Norberto Bobbio (1909), Cesare Pavese (1908), a quienes posteriormente se sumaron otras figuras como Natalia Ginzburg (esposa de Leo) y Giaime Pintor.

### Club de fútbol Juventus
La escuela también es conocida como la cuna de la Juventus de Turín, creada en 1897 por un grupo de estudiantes que asistían a clases en el gimnasio.  El club, que se convertirá el equipo de fútbol más exitoso en la historia del fútbol italiano y uno de los que más títulos ha obtenido en el mundo, eligió como uniforme oficial la camiseta rosada que los chicos habían usado durante las horas de educación física, junto a una corbata negra.  En 2007, Alessandro Del Piero fue a visitar y dar un discurso en el Aula Magna de la escuela por los 110 años del club, que se celebró el 1 de noviembre.